# Polypedates pseudocruciger
Polypedates pseudocruciger é uma espécie de anfíbio da família Rhacophoridae.
É endémica da Índia.
Os seus habitats naturais são: florestas subtropicais ou tropicais húmidas de baixa altitude, campos de gramíneas de baixa altitude subtropicais ou tropicais sazonalmente húmidos ou inundados, rios, pântanos, marismas intermitentes de água doce, jardins rurais e florestas secundárias altamente degradadas.
Está ameaçada por perda de habitat.